# Ray Ventura
Ray Ventura (Párizs, 1908. április 16. – Palma de Mallorca, 1979. március 29.) francia dzsesszzenész, sanzonénekes, zenekarvezető. Jelentős szerepet játszott a francia dzsessz népszerűsítésében az 1930-as években. Unokaöccse Sacha Distel volt.

## Életpályája
Zsidó családba született. Még középiskolás korában dzsesszzenekart alapított osztálytársaival. 1924-ben a The Collegiate Five nevű együttesben zongorázott, 1928-ban kezdődően felvették a Columbia Records nevet. 1929-től vezette ezt az együttest, ami aztán a Decca Recordsnak és mások számára is dolgozott népszerű táncegyüttesek kíséreteként az évtizedben.
Paul Whiteman és Jack Hylton stílusának hatására első felvételeit 1929-ben készítette „Ray Ventura et ses collégiens” nevű szórakoztató zenekarával, amellyel 1931-től koncertezett és turnézott is. Sok slágere olyan francia sanzonok klasszikusává vált, mint a „Tout va très bien, Madame la Marquise” vagy a „Qu'est-ce qu'on attend pour être”.
A második világháború alatt Dél-Amerikába menekült, ahol új zenészekkel, köztük Henri Salvadorral turnézott. A háború után visszatért Franciaországba. Ebben az időszakban mutatták be a „Radio X Plays” című zenés vígjátékot is, Venturával a főszerepben.
Amikor 1950 körül a hasonló zenekarok kimentek a divatból, Ventura zenei szerkesztőként kezdett dolgozni. Többek között jelen volt Georges Brassens felfedezésékor is.

## Lemezei
- ld. ott: Œuvres musicales

## Filmek
- 1938: Belle étoile (zeneszerző)
- 1939: Feux
- 1939: Tourbillon
- 1948: Mademoiselle s'amuse
- 1949: Le Roi (producer)
- 1950: Nous irons à Paris (forgatókönyvíró, producer)
- 1939: Feux de joie
- 1939: Tourbillon
- 1948: Mademoiselle s'amuse
- 1949: Le Roi Pandore (producer)
- 1950: Nous irons à Paris (forgatókönyvíró, producer)
- 1952: Nous irons à Monte-Carlo
- 1952: La Jeune Folle (producer)
- 1953: Femmes de Paris
- 1962: Pourquoi Paris
- 1962: Nous irons à Deauville (producer)
- 1938: Belle étoile (zeneszerző)
- 1939: Feux de joie
- 1939: Tourbillon de Paris
- 1948: Mademoiselle s'amuse
- 1950: Nous irons à Paris (forgatókönyvíró, producer)
- 1952: Nous irons à Monte-Carlo
- 1952: La Jeune Folle (producer)
- 1953: Femmes de Paris
- 1962: Pourquoi Paris de Denys
- 1962: Nous irons à Deauville (producer)
- 1952: Nous irons à Monte-Carlo
- 1952: La Jeune Folle d’Yves Allégret (producer)
- 1953: Femmes de Paris
- 1962: Pourquoi Paris?
- 1962: Nous irons à Deauville (producer)